# Vasile Gorduz
Vasile Gorduz (n. 8 octombrie 1931, comuna Trifești, Orhei -  d. 12 decembrie 2008, București) a fost un sculptor român, din 1990 profesor universitar la catedra de sculptură a Universitații Naționale de Arte din București; personalitate de prim rang a sculpturii românești. Vasile Gorduz a fost soțul artistei Silvia Radu.
Vasile Gorduz a fost înmormântat la 14 decembrie 2008, la Mănăstirea Cernica, cu onoruri militare.

## Studii
- Absolvent în 1961 al Academiei de Arte Frumoase din București, Clasa Profesorului Ion Lucian Murnu.
- 1963 Devine Membru al Uniunii Artiștilor Plastici din România
- 1981 Membru fondator al Grupării 9+1, alături de alți intelectuali români cu sensibilitate religioasă: Horia Bernea, Florin Ciubotaru, Sorin Dumitrescu, Andrei Pleșu, Horea Mihai, Marin Gherasim, Napoleon Tiron, Bata Marianov, Doru Covrig.
- Din 1990 profesor la Academia de Arte Frumoase, redenumită Universitatea Națională de Arte București.

## Principale expoziții
- 1968: Praga
- 1972: Varsovia, Praga, Leningrad
- 1973: Roma
- 1974: Berlin
- 1990: Arta româneasca la Reuniunea Nationala din Franta
- 1992: Expozitie personala, Galeria Catacomba
- 1993: creeaza statuia Împaratului Traian, aflata actualmente la Sevilla (Spania)
- 1994: Variante ale statuii Împaratului Traian, Roma
- 1998: Kunsthale Mucsarnok
- 2010: Retrospectivă Vasile Gorduz, Palatul Mogoșoaia, curator Silvia Radu

## Lucrări de Vasile Gorduz - selecție
- Bustul lui Petre Țuțea din curtea Bisericii Popa Soare din București (Str. Dr. Burghele nr. 7, sector 2)
- Statuia lui Mihai Eminescu din Montreal
- Statuia împăratului Traian din Roma
- Statuia împăratului Traian din Sevilla
- Statuia împăratului Traian din București (operă postumă)
- Statuia lui Mircea Eliade, dezvelită la 28 martie 2009 în fața Bisericii Mântuleasa din București.[3]

## Despre monumentul lui Mihai Eminescu din Montreal

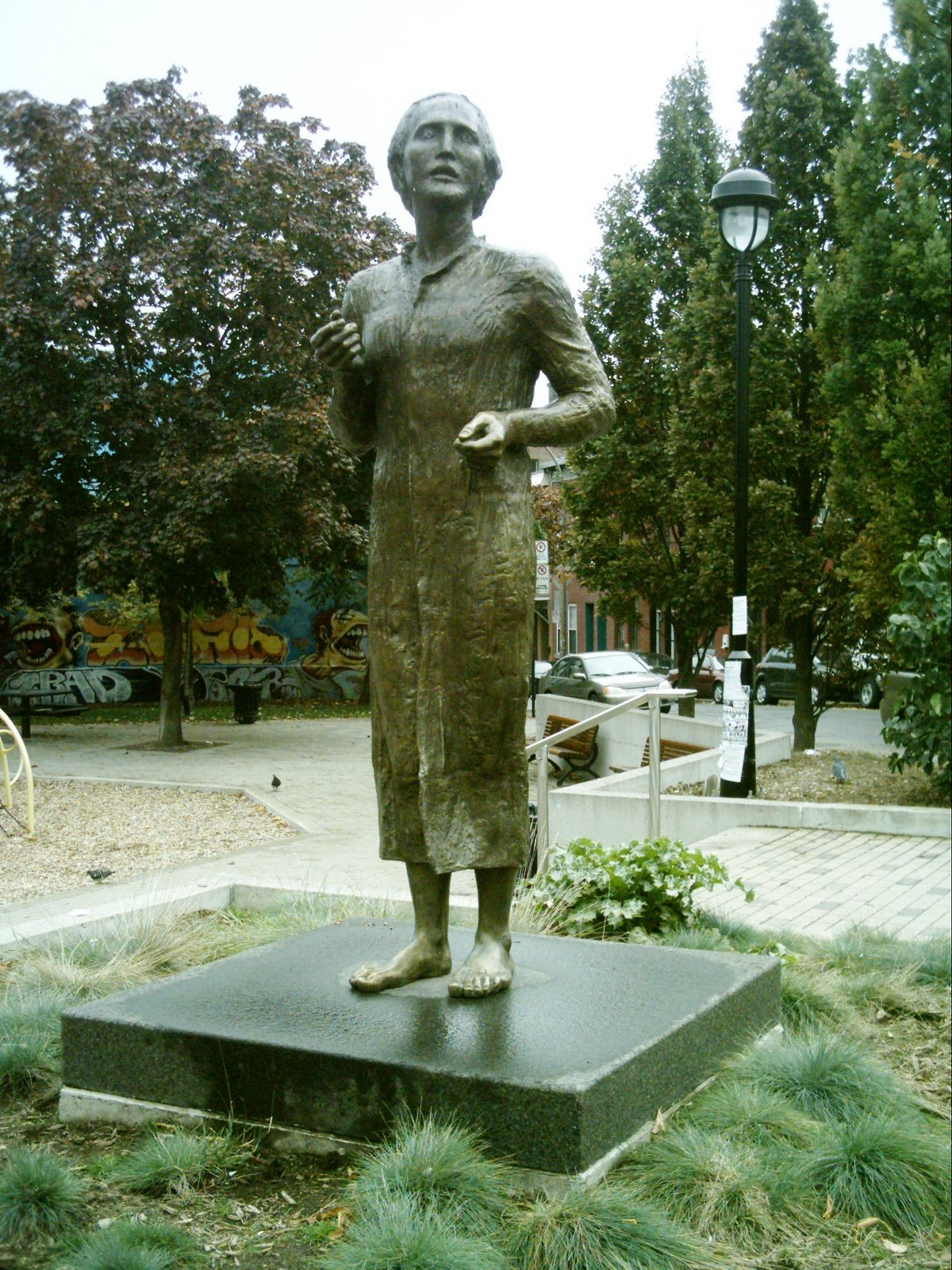
Monumentul lui Mihai Eminescu, inaugurat la Montreal la 18 septembrie 2004

- Dan Hăulică: „Dincolo de încordările specifice romantismului, statuia pe care Gorduz i-a închinat-o poetului (Mihai Eminescu) închipuie o siluetă purtată de vîntul tăriilor, care însă îi asumă geniului umilitatea generoasă, care să-i proiecteze un aer creștin. Visul, cu blîndețe îndurătoare, a trecut peste sfidările contingentului, iar statuia pare a aștepta o judecată de apoi a sufletelor, în care să-i triumfe radios neprihănirea. Fiorul de absolut care ne ațintește din chipul poetului, zămislit după masca lui mortuară, va duce dincolo de marea oceană, unde se va instala statuia, o părticică din sufletul eminescian și deci, românesc”.[4]
- Sorin Dumitrescu: Vasile Gorduz a dăruit culturii spirituale românești „ipostaza mistică a geniului eminescian. El a reușit să scoată la iveală sfințenia ascunsă în trăsăturile arhetipale ale poetului, și pînă și fotografiile acestei lucrări, din oricare unghi ar fi făcute, rețin un chip al lui Eminescu semănând cu Hristos.[5]
- Julia Maria Cristea: Este vorba despre statuia din „Piața România” din Montreal, a „Luceafărului poeziei românești – Mihail Eminescu” – reprezentat deplorabil, desculț, într-o lungă cămășoaie, probabil în ultimii săi ani de boală, la Socola... Cine a aprobat această blasfemie? Nu e de mirare că la inaugurarea ei, autoritățile române – președintele și ministrul culturii, au fost întâmpinați cu huidueli.[6]
- Leo: ...statuia expusă la Montreal ne arată un Eminescu marcat de boala sa mintală și îmbrăcat într-un fel de halat de spital. Pentru asta e faimos Eminescu între români? Pentru faptul c-a sfârșit nebun într-un ospiciu? Asta vrem sa arătăm noi lumii despre poetul nostru național? E ca și cum Discobolul n-ar fi fost sculptat în plin efort atletic, ci scremându-se într-o latrină.[7]

## Despre Statuia împăratului Traian din Sevilla
În Revista 22 nr. 40 (141) din 9-15 octombrie 1992 a fost publicat un articol destul de elogios, semnat de Dan Perjovschi, la adresa prototipului pentru Statuia împăratului Traian din București:
… sculptura-monument Împăratul Traian și nașterea poporului român a fost creată de Vasile Gorduz la comanda Ministerului Culturii. Sculptura face obiectul unui spectaculos troc cultural: în schimbul pavilionului românesc al Expoziției Mondiale de la Sevilla, care a fost finanțat și construit de Spania și apoi donat României, factorii de decizie din țară vor dona Sevillei sculptura creată de Vasile Gorduz. Această soluție in extremis (pentru a salva ceva din obrazul șifonat) se transformă prin calitatea monumentului într-un gest remarcabil.

## Despre proiectul statuii lui Ștefan cel Mare pentru Bacău
În anul 1995, o asociație a veteranilor din Bacău a avut inițiativa de a ridica în centrul orașului o statuie ecvestră a domnitorului Ștefan cel Mare. La concursul de proiecte, aproape 30 de sculptori și-au prezentat machetele. Concursul a fost jurizat de o comisie de specialiști de la Inspectoratul Județean de Cultură, care a dat câștigătoare originalei machete prezentate de Vasile Gorduz. În viziunea sa, Ștefan cel Mare era un individ slăbănog și pirpiriu, cu o cruce în mâna stângă, îmbrăcat într-un fel de maieu de mărime XXL și așezat pe ceva ce merita cu prisosință apelativul de mârțoagă. Alegerea făcută a șocat opinia publică, iar scandalul declanșat a dus la reluarea jurizării și la atribuirea lucrării către un sculptor cu o viziune ceva mai clasică a lui Ștefan cel Mare.

## Motto
„Un artist există, poate, dinainte de a se naște”  Vasile Gorduz

## Aprecieri
- Ostil precipitărilor, acest Moldovean contrage totuși vremea, când, lent și dârz, se ia la întrecere cu îndărătnicia pietrei.
- (...) Prea lucid spre a se însela asupra adecvării dintre mijloace și proiecția de el ideată, Gorduz continuă, însă, acest război al său, niciodată pierdut, împotriva inerției cantitative.

La marginea mării, lângă vuietul valurilor, îi dădea un ritm regular, ca și cum acolo, fără întrerupere, luni întregi, asculta de o chemare comandându-i să se lepede, cu orice risc, de trupesa nesimțire, de acel abandon satisfăcut de sine al sculptorului care chelfăne senzual materia. Recolta pietrelor cu care se întorcea din aceste campanii putea să pară puțină celor cu vedere scurtă. De fiecare dată se adaugă, totuși, în zestrea lui inefabilă, un nu știu ce care intrigă și pironește, cu atât mai mult cu cât artistul se ține suveran departe de orice virtuozism, de orice facilă captare a succesului. O pasăre „obișnuită“, un miel ce pare împiedicat, de talie tot mai exigua, de luat în mână fără de sforțare, se introduc în atelier, cordial, nu pentru o cresa pitorească, asemenea acelora din Provence la vremea Crăciunului, ci pentru a rosti un regn care e dincolo de duioșii animaliere, străbatut de un har ce se lipsește de însemne stilistice anume căutate.
- (...) Dintr-o suprapunere de obiecte disparat simbolice, pe verticala – o inimă crescând nedomolit, un soi de arc împungător, ca o pană de scris iese un bronz compozit și totuși unitar, care stă, fără greș, pe singurul lui picior. Alta data, mersul se face palmiped, parca unor fiinte volatile sculptorul le-a harazit sa pipaie pe sol, prudent si rodnic, urme de milenii departate, egiptiene. Percutant metaforice, unele titluri tresar exploziv din însăși formula plastică strânsă pe care o domina artistul. Dacă a sucit gâtul figural al retoricii precum în injoncțiunea celebră a lui Verlaine, zburătoarele sale din piatră sau bronz, sculptorul a continuat să le înzestreze cu o linie prelung fluidă, de ibisi care se apleacă înspre un humus batrân, la antipodul spumegărilor fălacioase.

Pasărea care-și înghite umbra se ghemuiește în sinele ei adânc, zboruri abolite mallarméan, care nu s-au desprins din crusta care le reține – arta lui Gorduz se apară de o anume faconda a ascensiunii orgolioase. Ele nu se dau în exemplu, aceste ființe, adunând în trupul lor, ca rațiune inalterabila, dimensiunea de gravitate umilă a naturii. Dan Hăulică
- (...)Nu băniești că grămada de sculpturi pe care o ai dinainte nu este de fapt o grămadă, ci chipul unei relații; că aceasta ar putea avea o noimă secretă bine și ingenios ascunsă de sculptor tocmai în pliurile dezordini informe.

De ce o ascunde sculptorul și de ce ne-o arată fățiș?
Fiindcă etalată brutal, în plină lumină, fără camuflajul vecinătăților- este drept, adesea asupritoare -riscă să își piardă văzduhul. Văzduh de la văz și duh- nu este, simplu, doar aerul cosmic dislocat de volumul formei, ci mai degrabă o specie a inefabilului înrudită cu „aerul de sub aripă” despre care vorbea altădată poetul. Vizual, privirea îl simte ca suflu al formei sculpturale, ca paloare morfologică proprie și inconfundabilă.
Însă tocmai acest văzduh este cel care caracterizează substanța formei ca făcând parte din specia „materiile subiectivizate”. Imediat ce renunță sau este dezlipită de el, forma sculpturală pică vertiginos în lumea obiectelor.
- (...) Sculpturile angrenate spațial și în grupuri compacte de Gorduz se raportează între ele „de-a v-ați ”ascunselea: ca să existe deplin se ascund fie unele de altele, fie unele pe altele, fie, în timp, unele după altele, pentru ca împreună să-și poată fiecare păstra la adăpost văzduhul meritoriu. Privirea indiscretă le ratează; trece pe lângă ele fără să le observe. Doar o simțire înțelegătoare, cum este cea a văzului învățat știe să contemple fiecare grămadă de sculpturi ca pe un fagure de văzduhuri. Ea singură suspectează „dezordinea” fiecărei grămezi de sculpturi ca diind doar părelnică. Și doar ea singură percepe interstițiile acestor sculpturi stivuite, ca alveolele misterios-mnemotehnice, în care se află depus polemul creației viitoare a sculptorului Gorduz. Astfel, el poate culege oricând, ca de pe rafturile unui depozit, chipurile unei simțiri spațiale avute demult sau recent.

Acest depozit tainic de văzduhuri reprezintă, Gorduz-ul invizibil. După „oglindirile” și „ghiciturile” pe care le stochează acest „Gorduz subliminal” lucrează celălalt Gorduz.
Abia acesta din urmă este „Gorduz-ul nostru recent”, cel de toate zilele...  Sorin Dumitrescu

## Premii[13]
- 1983 -  Marele Premiu al Uniunii Artiștilor din România
- 1983 - Premiul „Ion Andreescu”, al Academiei Române
- 1983 - Premiul Revistei „Astra”
- 1989 - Marele Premiu al Uniunii Artiștilor din România, pentru întreaga activitate artistică
- 1992 - Premiul National atribuit de Ministerul Culturii din România
- 2003 - Premiul „Prometeus Opera Omnia” al Fundației Anonimul, împreună cu Silvia Radu

### Decorații
- Ordinul „Meritul Cultural” clasa a IV-a (1968) „pentru activitate deosebită în domeniul artelor plastice”[14]
- Ordinul național „Steaua României” în grad de Ofițer (1 decembrie 2000) „pentru realizări artistice remarcabile și pentru promovarea culturii, de Ziua Națională a României”[15]